# Kurt Behrens
Kurt Behrens (n. 26 noiembrie 1884, Magdeburg, Imperiul German – d. 5 februarie 1928, Berlin, Republica de la Weimar) a fost un săritor în apă german, medaliat olimpic. A participat la două ediții ale Jocurilor Olimpice (1908, 1912) în care a câștigat o medalie de argint și o medalie de bronz.